# Kanadai lúd
A kanadai lúd (Branta canadensis) a lúdalakúak rendjébe a récefélék (Anatidae) családjába tartozik, a fekete ludakat tömörítő Branta nem madárfaja. Eredetileg Észak-Amerikában honos, ahol a síkvidéki tavak és a mezőgazdasági területek jellemző madara, az észak-amerikai vadvilág egyik ikonikus állata. Mint a legtöbb lúdféle, ez a faj is jellegzetes V-alakú kötelékben vonul tavasszal és ősszel.
Európába természetes vándorlással is eljutott, de szándékosan is betelepítették, és a mai állományok nagy része ilyen szökött példányok leszármazottja, különösen Nagy-Britanniában, Írországban, Skandináviában és Hollandiában elterjedt. a fekete és mezei ludak (Anser) fajai közül a legnagyobb, így az Európában őshonos legnagyobb vadlúd, a Nyári lúdnál is nagyobb.

## Előfordulása
A kanadai lúd Észak-Amerikában őshonos, latin nevének ellenére (canadensis) nem csak Kanada hanem az Egyesült Államok északi részén is költ. A Nagy-tavak környékén hatalmas populációjuk él, néhol túlszaporodottnak is tekintik őket. A legtöbb lúdhoz hasonlóan a kanadai lúd is vándorló. Az USA szinte egész területén megtalálhatók, a V-alakban vonuló ludak éles hangja messzire hallatszik, és szimbolumává vált a nyár és tél kezdetének jelzésére az amerikaiak számára.
Néhány területen a vándorutak megváltoztak az élőhely és az ételforrások változása miatt. Enyhe éghajlaton, úgymint a Csendes-óceán északnyugati részén, a ragadozók eltűnése miatt a populáció egy része már nem vándorol.
Néhány csapat a mérsékelt éghajlaton a városokba is ellátogat, a megfelelő, ragadozóktól mentes nyitott területek miatt. Ezt sokan kellemetlennek tartják, mivel nagy mennyiségű ürüléket termel, és a többi vízimadárhoz hasonlóan gyakran átmegy az utakon a fiókákkal, közlekedési fennakadásokat okozva. Néhány városban már programokat is indítottak a visszaszorításuk érdekében. Egy másik megoldás az áttelepítés, vagy a tojások bevonása egy anyaggal, amely megakadályozza a fióka fejlődését és kikelését. Sok ludat autók ütnek el, mások a repülőgépekkel való ütközés során súlyos baleseteket is okozhatnak (lásd például: A US Airways 1549-es járatának balesete). A kanadai lúd Európát is elérte vándorlásai során, ezt a befogott, gyűrűvel rendelkező madarak bebizonyították. Ázsiában eljutott a Kamcsatka-félszigetre Kelet-Szibériában, Kelet-Kínába és Japánba, ahol országszerte megtalálható.

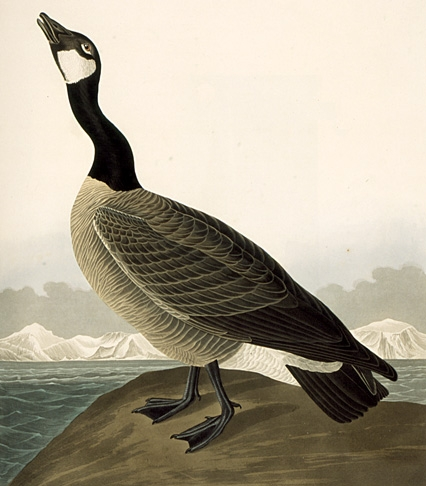
Branta canadensis, John James Audubon

A kanadai ludak Európában is széles körben meghonosodtak, a 17. században Franciaországba és Nagy-Britanniába betelepítették majd nagyobb vad populációkat alakítottak ki, ahogy az későbbi 20. századi betelepítések során is történt, Hollandiában, Belgiumban Németországban Skandináviában és Finnországban is. Bebizonyították, hogy a skandináv és brit madarak saját vándorlási mintát alakítottak ki. Kisebb, szigetszerű élőhelyek alakultak ki nagyobb városok, például Hamburg és München környékén, ezek általában állatkertekből és parkokból származó, visszavadult madarak, melyek néhány területen kártevővé váltak.
Legelőször Európába 1678-ban ajándékozássdal kerültek II. Jakab angol király vízimadár gyűjteményébe, a St James’s Parkba.
1905-ben Új-Zélandon szabadon engedtek 50, az Egyesült Államokból, majd később, 1920-ban újabb 20, Vancouverből hozott madarat.  A ludak védve voltak, de 1931-ben a nagymértékű elszaporodásuk miatt engedélyezték vadászatukat.

## Megjelenése
A fekete fej és nyak fehér „szakállal” megkülönbözteti a többi lúdtól, habár az apácalúd nagyon hasonló, de neki fekete melle van és barnás helyett szürke tollazata. A kanadai lúdnak hét alfaja van, ezek méretben és tollazat részleteiben különböznek egymástól. Némelyiket nehéz megkülönböztetni a kis kanadai lúdtól (Branta hutchinsii), amelyről sokáig azt tartották, hogy a kanadai lúddal egy fajba tartozik. A fajok és alfajok besorolása azonban vita tárgyát képezi.
Testhossza 90-100 centiméter hosszú, szárnyfesztávolsága 160-175 centiméter. A hímek súlya 3,5 és 6,5 kilogramm között mozog, és nagyon agresszív tud lenni, ha a területe megvédéséről van szó. A párok életük végéig együtt maradnak (körülbelül 20 év). A tojó külsőleg ugyanígy néz ki, de valamivel könnyebb, súlya 3 és 5,5 kilogramm között van, és hangja is más.

## Életmódja
Főleg növényeket fogyaszt. Amikor a vízben táplálkozik, nyakát és fejét a víz alá dugja, hogy elérje a vízinövényeket, néha egyes récefajokhoz hasonlóan tótágast áll. Vándorlás során és télen a megművelt gabonaföldeken hátrahagyott terméseket: a búzát, a babot, a rizst és a kukoricát is szívesen megeszi. Kevés állati eredetű táplálékot is eszik.

## Szaporodása
A fiatal ludak második életévükben keresnek maguknak társat. A pár élete végéig együtt marad, de ha az egyik elpusztul, a másik általában keres magának új ludat. A fészek általában a víz közelében, például a mocsár egyik szigetén vagy bokor alatt építik, néha a hódok elhagyott üregét használják fel. A fészket a tojó építi fel, a növényeket szálanként viszi a helyére. A 4–8 tojás a fészek közepén található fészekben van. A 25–28 napig tartó kotlás alatt mindketten részt vesznek, de a tojó több időt tölt rajta, mint a hím. Ezen az időszak alatt elveszítik repülőtollaikat, tehát a tojások kikelése után egy ideig nem képesek repülni.
A kisludak kikelésük után hamar elhagyják a fészket és követik szüleiket. Gyakran lehet látni, amint egy felnőtt lúd mögött libasorban úsznak a fiókák („parádé”). Hogy megvédjék őket, a szülők gyakran erőszakosan távol tartják a közeli teremtményeket, a kicsi feketerigótól az őket megközelítő emberig. 40–80 nap után már kirepülnek a fészekből. A nyári szálláshelyre még szüleikkel mennek, de visszatéréskor már elhagyják őket.

## Vadászata
A 20. század elején a túlvadászat és az élőhelyek elvesztése az 1800-as és az 1900-as évek végén a természetes körülmények között élő madarak számának vészes csökkenéséhez vezetett. A nagy kanadai lúd alfajait kihaltnak tekintették az 1950-es évekig. 1962-ben Harold Hanson az Illinois-i Natural History Survey tagja felfedezett egy kis csoport telelő madarat Rochester-ben, az amerikai Minnesota államban. A jobb vadtörvények és az élőhely újrateremtő és megőrző programok segítségével a populációjuk újra elterjedt a régebbi területükön, habár néhány helyi populáció, különösen az occidentalis alfaj még mindig csökken. Ezek jól alkalmazkodtak a városi környezethez, különösen a jól nyírt pázsiton és a nagy tavakon, úgymint golfpályákon és városi parkokban élnek.

## Védettsége
Magyarországon ritkaság; az országban fészkelő nyári lúddal ellentétben nem védett. A 2012. február 6-án elfogadott „Megállapodás a természetvédelmi és vadgazdálkodási ágazat képviselői között a vadászható fajok körét és az apróvadak vadászati idényét, valamint egyes trófeák behozatalát illetőleg” dokumentum alapján részlegesen vadászható. Vadászati idénye október 1. és január 31. közé esik. Invazív, gyorsan terjedő, nem őshonos faj, ezért természetvédelmi szempontból Magyarországon nem kívánatos az elterjedése.

## Képek

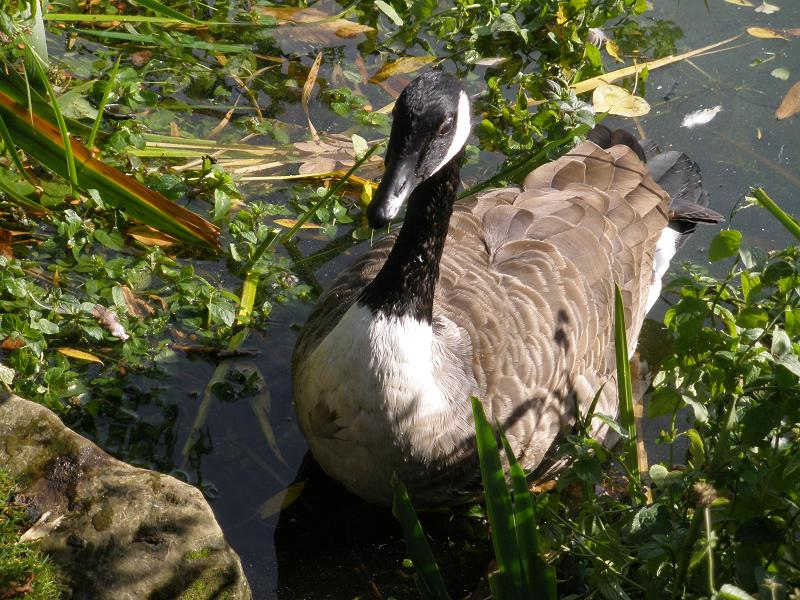
Kanadai lúd
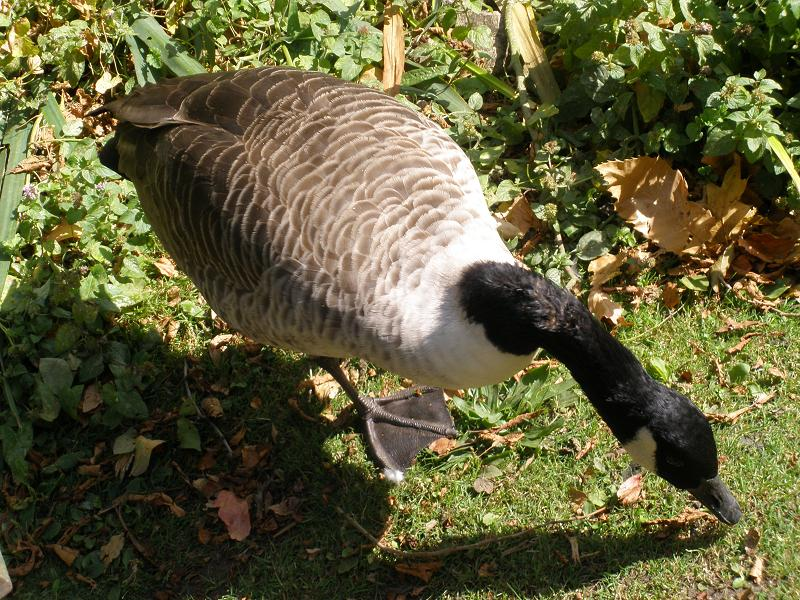
Legelő kanadai lúd a Kew-ban
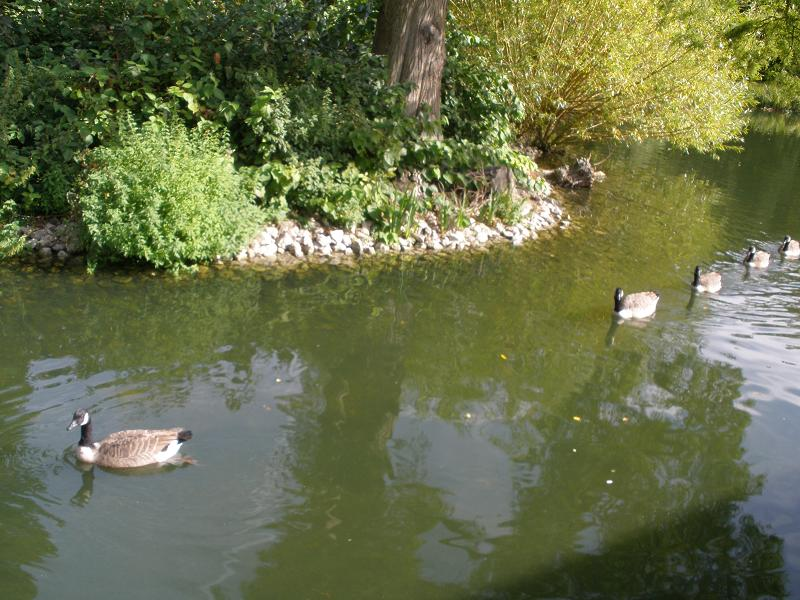
Kanadai ludak egy tavon
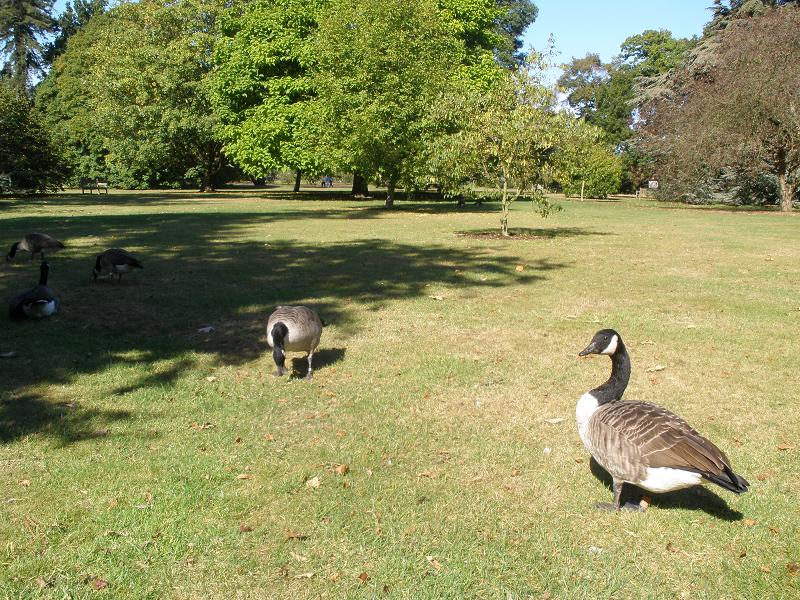
Kanadai ludak a fűvön
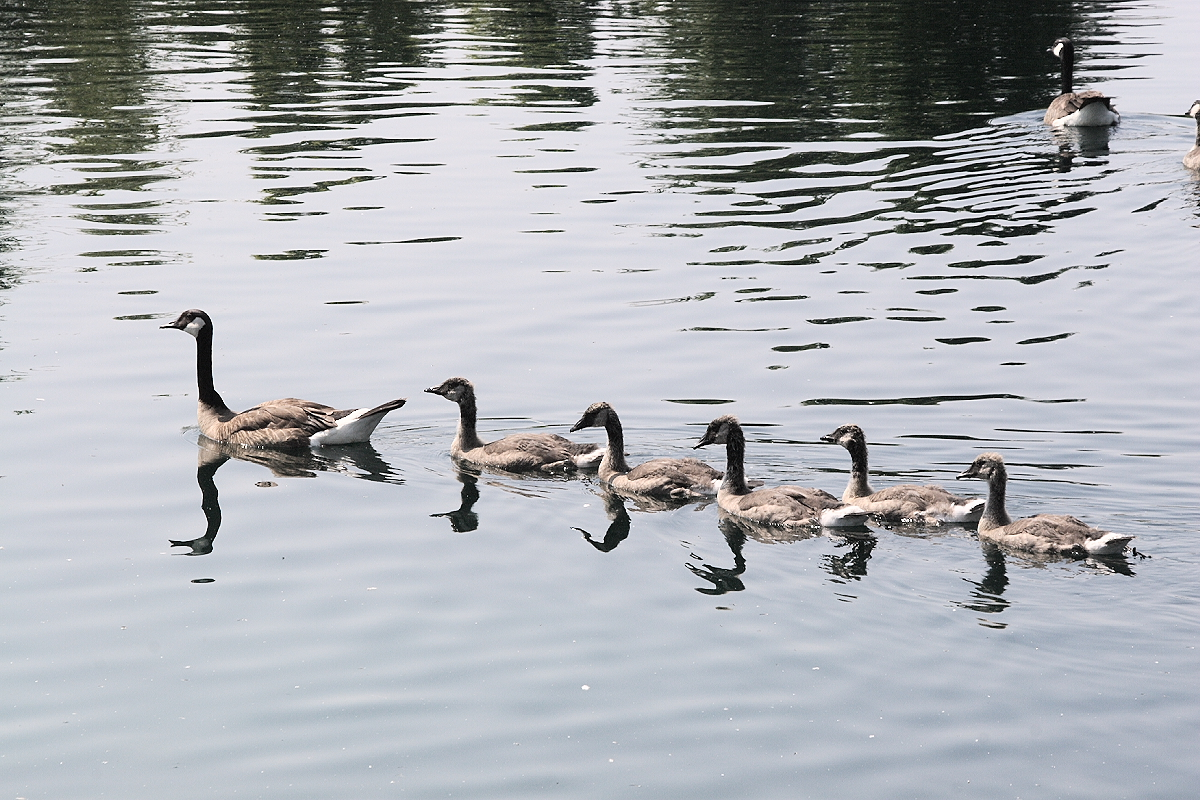
A „parádé”
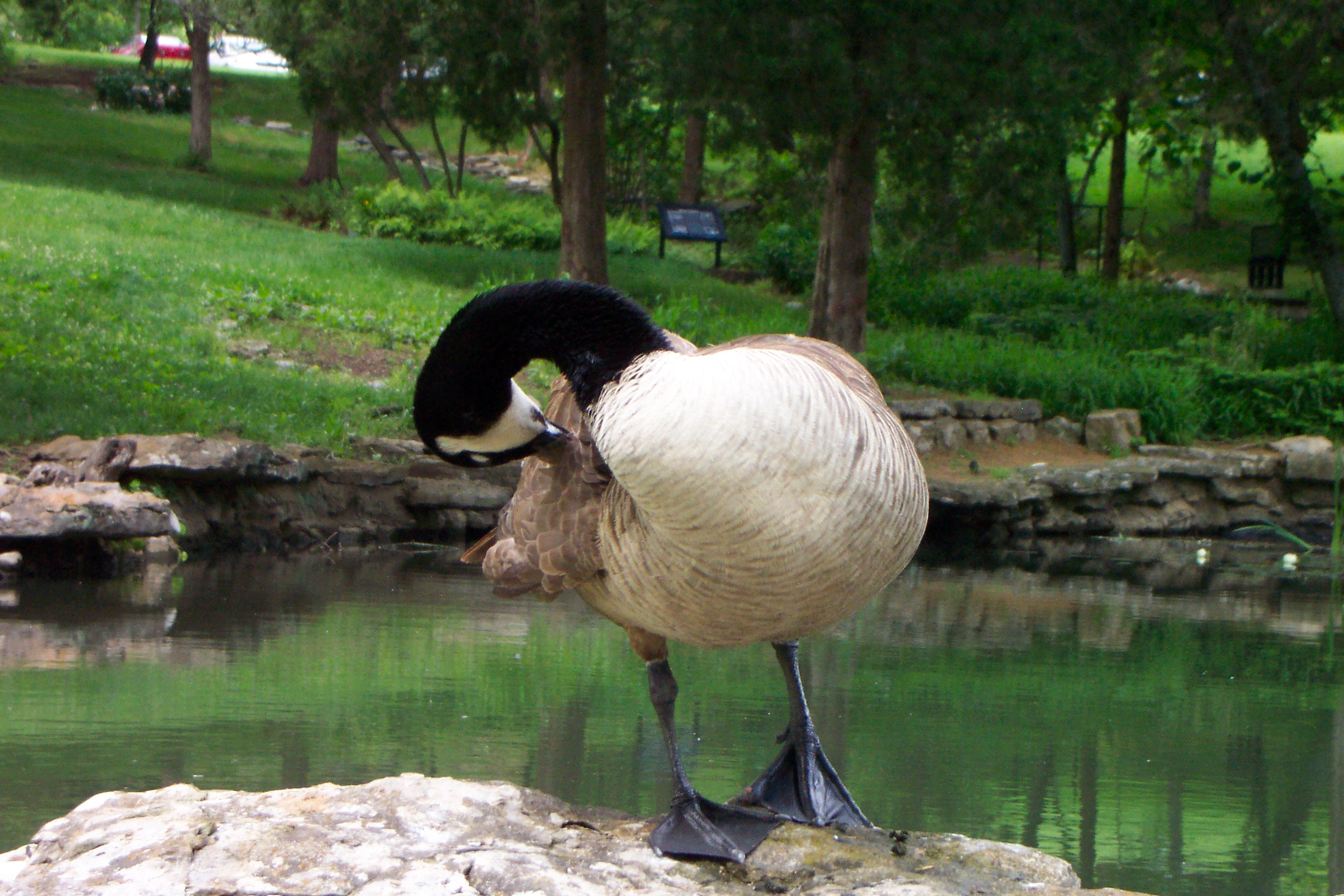
Kanadai ludak
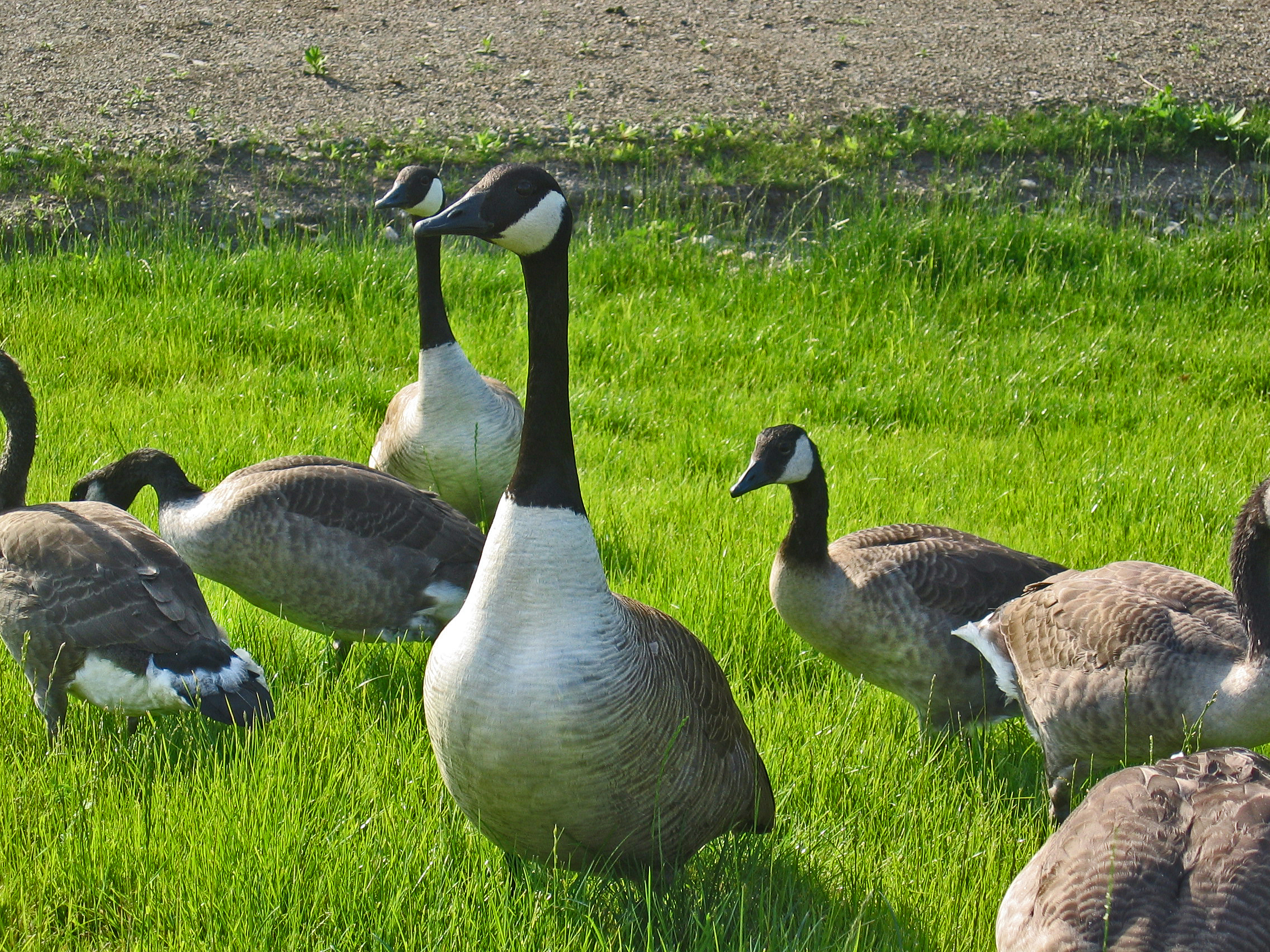
Kanadai ludak
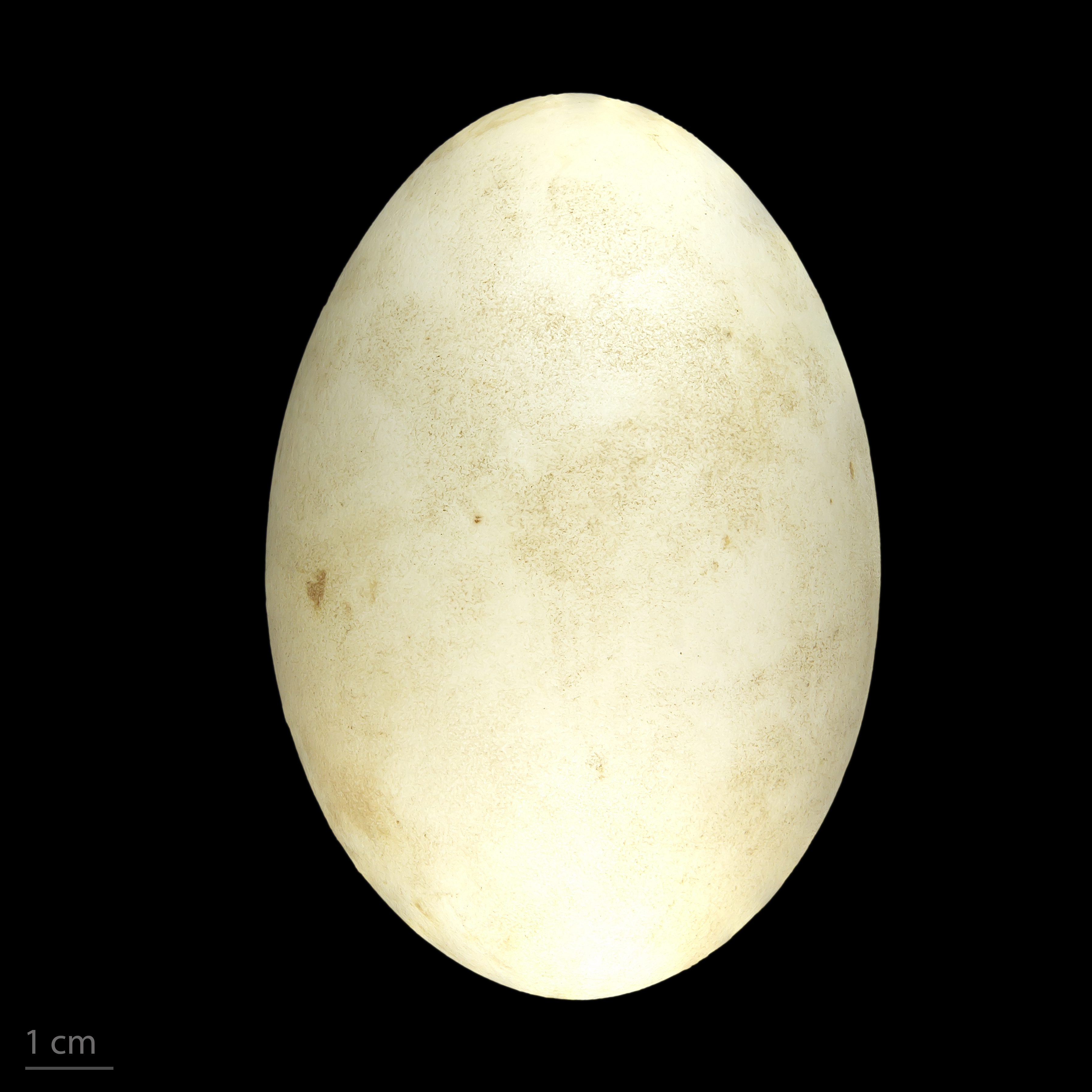
Tojása egy múzeumban